# Йон Ґеорґе Дука
Йон Ґеорґе Дука (рум. Ion Gheorghe Duca, 20 грудня 1879, Бухарест — 30 грудня 1933, Сіная) — румунський державний діяч, міністр закордонних справ Румунії (1922-1926), прем'єр-міністр Румунії (1933).

## Біографія
Народився в 1879 в Бухаресті. У 1907 увійшов до палати депутатів Румунії від Національної ліберальної партії. У роки Першої світової війни Дука брав участь в створенні румунської розвідки. По її завершенні, в 1922, Дука був призначений міністром закордонних справ Румунії. На цій посаді він активно виступав за укладення договору про співпрацю між Румунією, Югославією та Чехословаччини, щоб створити таким чином паритет Угорщини, яка вимагала від Румунії повернути Трансильванію, отриману нею за підсумками Першої світової війни, і перешкодити відтворенню династичного правління Габсбургів.
У листопаді 1933 король Румунії Кароль II відправив у відставку уряд Александру Вайди-Воєвода, і запропонував Дуке очолити уряд.
30 грудня 1933 Дука був убитий трьома членами партії «Легіон Архангела Михаїла» пострілами з револьверів на пероні залізничного вокзалу курортного міста Сіная. Убивці не намагалися сховатися, і при арешті опору поліцейським не надали. Суд засудив всіх їх до довічного позбавлення волі.
Дотепер багато істориків стверджують, що Дука був убитий і з мовчазної згоди короля Румунії Кароля II, який оцінив діяльність нового прем'єр-міністра як загрозу можливості майбутнього авторитарного правління монарха. Королівська диктатура була встановлена 10 лютого 1938, коли тодішній прем'єр Октавіан Ґоґа став проводити незалежний щодо Королівського дому курс.
Дука представляв покоління лідерів Національно-Ліберальної партії. На посаді лідера партії в 1931 він змінив померлого Вінтиле Братіану (який, в свою чергу, помер в 1927).